# Južna Češka
Južna Češka je pokrajina na jugu Češke. Obuhvaća i mali dio regije Moravske. Na zapadu je planina Češka šuma (Šumava). Najviši vrh je Plechý. Postoji nacionalni park Šumava, koji je specijalni rezervat biosfere UNESCO-a. Na Šumavi izvire češka nacionalna rijeka Vltava. U centru regije je Južnočeška kotlina, a na sjeveru i istoku Češko-moravsko visočje.
Regija je najrjeđe naseljena u Češkoj (625.000 stanovnika, 62 st/km2). Najveći i glavni grad regije su České Budějovice. Ostali veći gradovi su Tábor, Písek i Strakonice.